# Biggles – Policejní hlídka
Biggles – Policejní hlídka (v originále Biggles of the Interpol) je dobrodružná povídková kniha od autora W. E. Johnse z roku 1957. V Česku vyšla v roce 1998, kdy ji vydalo nakladatelství Toužimský & Moravec v Praze.

## Děj
Letecký detektiv a bývalý skvělý stíhač Royal Air Force James Bigglesworth pracuje pro policii Scotland Yard a řeší společně se svými kolegy různé případy. V této knize se vyskytuje celkem 11 povídek.
Biggles pracuje přes čas
Jistý muž jménem Eustace Bowden se rozhodl podniknout rychlostní rekord na letadle typu Owlet do Kapského Města, avšak při nočním letu havaroval severovýchodně od Atbary. Ve vraku bylo nalezeno ohořelé tělo, které nebylo možno přesně identifikovat, ale všichni si byli jistí, že patřilo Bowdenovi. Bigglesovi však nebylo jasné, proč si pro překonání rekordu vybral nevhodné letadlo a rozhodl se to zjistit. Sám byl proto velmi překvapen, když mu místní státní zástupce sdělil, že pilot byl zastřelen zezadu do hlavy. Po návratu do Anglie se navíc od zástupce letecké firmy vyrábějící letadla typu Owlet dozvěděli, že Bowden neměl dostatek peněz ke koupi letadla a převědčil proto mladého muže jménem Renford, aby mu letadlo koupil a letěl s nim překonat rekord. Bowden si údajně na palubu vzal padák a Bigglesovi bylo už jasné, že obětí vraždy je Renford. Díky záznamům se dozvěděl, že Bowden kdysi sloužil v oblasti Suakinu, kde se údajně spřátelil s bohatým šejkem jménem Ibn Usfa. Biggles s Gingrem ho proto navštívili, avšak místo něho je přivítal Ibnův syn, který jim sdělil, že jeho otce někdo zavraždil a ukradl mu ze stolu sbírku velmi vzácných perel. Vražda Ibna se navíc odehrála přibližně v době, kdy havaroval Owlet a Bigglesovi bylo již všechno jasné. Ibnův syn jim dále pověděl o prodejci perel jménem Janapoulos a ten Bigglesovi s Gingrem sdělil, že Bowden se u něho perly pokoušel prodat. Janapoulos od něho však odkoupil jenom jednu a později zahlédl, jak se Bowden nalodil na loď do Marseille. Biggles se však do Francie dostal rychleji, kde společně s kolegou Marcelem Brissacem nastražili na Bowdena past. Marcel posoudil, že Bowden se pokusí perly prodat u pana Cortona, jehož firma je prodejem perel proslulá, a proto se s ním domluvili, aby Bowdenovi perly nejprve u sebe nějaký čas nechal kvůli jejich správnému ocenění a poté mu teprve měl udělat nabídku. Bowden s ponecháním perel neměl problém a díky jejich ověření už mohli Bowdena zatknout. Ten jim však při zatýkání těsně unikl, avšak při útěku ho na silnici srazilo auto a on zemřel.
Muž, který přišel o nohu
Do Bigglesovi kanceláře vstoupil jednonohý muž s protézou a bývalý Bigglesův spolubojovník od 241. letky jménem Nobby Donovan. Ten měl velký problém ohledně závislosti na heroinu, ke kterému se dostal nevědomky, když pobíral speciální léky od jednoho lékárníka a požádal proto Bigglese o pomoc. Biggles nechal Nobbyho nalodit na nákladní loď do
Austrálie, kde se měl léčit a sám se vydal řešit případ. Od Nobbyho věděl, že v tom nejspíše má prsty gang mafiánů z Jižní Ameriky, přezdívaným Španěláci. Za pomoci inspektora Gaskina se dověděl, že vůz, jímž nejspíše jsou přiváženy drogy, patří jistému muži jménem Nifar, kterému společně manželkou patří farma v Devonu. Po jejím leteckém prozkoumání zjistili, že na farmě se pěstuje mák, který je ale uprostřed pole zakrytý za fazolovými sazenicemi. Proto se tedy v noci tajně vloupali na pole, aby jednu rostlinku máku získali jako důkaz. Podařilo se jim to, avšak měli co dělat, aby je neroztrhali hlídací psi farmy (jednalo se o mastify). Poté Biggles společně s Gaskinem usvědčil Nifara a o zbytek překupníků se postaral sám Gaskin.
Poslání v Arábii
Biggles dostal za úkol osvobodit arabského následníka trůnu v El Kafale jménem Jerid Beni Menzil. Po smrti jeho otce se trůnu zmocnil jeho strýc Abu Ibn a ten se ho chtěl co nejrychleji zbavit. Biggles společně se svým průvodcem Miktelem přistál u oázy poblíž El Kafari. Miktel se vydal sám na záchrannou operaci, mezitím co Biggles hlídal stroj. O pár hodin později nasedl Miktel společně s Jeridem do letadla a Biggles s nimi odlétl zpět k domovu. Jeridův strýc po této události raději uprchl a Jerid se tak stal vládcem a Miktela si zvolil jako svého dvorního lékaře.
Docela všední hlídka
Ginger zahlédl kouř na jednom neobydleném ostrově u Západního souostroví Anglie. Po jeho následné prozkoumání poprvé použili helikoptéru a Gingera na ostrově vysadili, aby se tam porozhlédnul. Ginger na ostrově nalezl mladou dívku. Díky policejním záznamům dívku poznal jako Margaret Laretskou. Ta se na ostrově schovávala před policii, neboť vystřelila na svého manžela a bála se trestu za vraždu. Ginger jí ale sdělil, že svého muže pouze omráčila a policie jí hledala hlavně kvůli jejímu svědectví, neboť její manžel byl krutý tyran.
Dáma z Brazílie
Brazilská tanečnice jménem Dolores Cantainová často navštěvovala bratra svého přítele jménem Pablo, kterému vozila do jeho domova v Londýně různé dárky, včetně balíčku smaragdů, za které ale vždy zaplatila clo. Její přítel jménem José vlastnil jeden s dolů na smaragdy ve vnitrozemí a jeho bratr s tím obchodoval v Anglii. Celník jménem Foster vždy pečlivě prohledával Dolores, když přistála v Londýně, avšak nikdy u ní nic pašovaného nenašel. Proto požádal Raymonda, aby ho ubezpečil, zda je Dolores opravdu poctivá, neboť tušil, že přiváží daleko větší počet smaragdů, než za které platí clo. Raymond proto pověřil Bigglese, aby sledoval Dolores cestou z Ria do Londýna. Biggles si po přistání v Londýně povšiml, že jedna s uklízeček po opuštění sedadla kde seděla Dolores, žvýkala žvýkačku. To samé dělala Dolores po celou dobu letu a tak Biggles pobídl uklízečku, aby mu žvýkačku nechala prohlédnout. Ve žvýkačce se nalezla dva velmi krásné smaragdy a uklízečka se přiznala, že pomáhala své sestře Dolores, když zpod jejího sedadla v letadla vždy odlepila „zásilku“ a předala jí poté Pablovi.
Setkání na rovníku
Skot jménem Anderson vybudoval v Libérii kaučukovou plantáž, avšak po čase byl s ním zcela ztracen kontakt a sním i dodávka kaučuku. Byl tam proto vyslán tajný agent jménem Nelson, aby zjistil, co se s ním stalo. Po několika jeho zprávách, kde mluvil o tajném letišti v džungli a letadlu, který na něm přistává, s ním byl ale ztracen kontakt. Biggles se proto se svými parťáky vydal do Afriky letiště nalézt a po jeho objevení na něm přistál. Při jeho prohlídce a setkání s místními lidmi mu bylo hned jasné, že letiště je provozováno nazákonně, a hlavně zjistil, že se jedná o důležitou spojku ohledně nelegálního obchodu s kaučukem. Andersona s Nelsonem však nenalezl, a proto se vrátil do Kankanu, aby požádal o pomoc svého francouzského kolegy Marcela Brissaca, protože letiště se s největší pravděpodobností nacházelo na území francouzské kolonie. Po jeho vstupu na letiště vypukla přestřelka, při které byl zabit hlavní šéf gangu Griggs, avšak zbytek party utekl letadle. Po nalezení Nelsona s Andersonem v zamčeném bungalowu, převezli Nelsona do nemocnice ve Freetownu a Andersonovi odvezli jeho kaučuk do Londýna. Posádka letadla gangu byla zanedlouho odchycena a potrestána.
Bigglesova sázka
Mladík jménem Keston potají ukradl letadlo a provedl s ním noční let z Anglie do Francie. Při přistání ve Francii, ale poškodil podvozek a sám se později ke svému činu doznal. Biggles se díky Marcelovi dozvěděl podrobnosti, a proto se rozhodl mladíka vyslechnout. Chlapec mu pověděl, že se jednalo o sázku s jedním Američanem a ačkoliv potřeboval peníze na dokončení pilotního výcviku, tak na to přikývl. Ve Francii měl přistát na jednom poli poblíž lesa a tam, jako důkaz že tam byl, měl předat balíček příteli onoho Američana. Kestona požádali, aby jim pomohl Američana najít, což se jim nakonec podařilo na letišti v Clivertonu. Ginger se proto nechal stejně jako Keston chytit na sázku a díky tomu zatkli onoho muže ve Francii. V balíčku, který měl přivést, nalezli falešné dolary a v balíčku muže zase marihuanu. Zjistili, že tento „letecký most“ převozu marihuany má velmi negativní vliv na americké jednotky sloužící v Anglii, kde onen Američan jménem Caulder prodával speciálně upravené cigarety americkým vojákům. Naplnili proto balíček určený pro Cauldera obyčejnými cigaretami, a po jejich předání ho přistihli, jak je prodává v jednom baru americkým vojákům. O jeho zatčení se už postaral plukovník Dawson, kterému kdysi Caulder zběhl za války z oddílu.  
Vražda žízní
Dva teenageři jménem John a Sally vyhledali Bigglese v jeho kanceláři, aby mu pověděli, že při cestě z Austrálie do Londýna s nimi v letadle cestoval muž jménem Jack Barnes. Barnes měl velmi špatnou pověst a byl považován za mrtvého, neboť se údajně ztratil v poušti, když se společně s jedním mužem jménem Farlow vydal hledat zlato. Po spolupráci s inspektorem Gaskinem Biggles zjistil, že Barnes se vrátil zpátky do Austrálie společně s důlním inženýrem a jedním geologem bohaté britské společnosti. Bigglesovi tedy bylo jasné, že Barnes s Farlowem nalezli v poušti velké množství zlata a s velkou pravděpodobností Barnes Farlowa poté zavraždil. Při pátrání v Australské poušti za pomoci místního seržanta nalezli Farlowův džíp a později i zbytky těla, která patřila Farlowovi. Ze psaní, které u těla nalezli, jim bylo potvrzeno, že zlato opravdu nalezli, avšak posléze s džípem zapadli a Barnes později uprchl se všemi zásobami a odsoudil tak Farlowa ke smrti žízní. Nad pouští se po chvíli objevilo letadlo patřící společnosti a začali ho sledovat. Po přistání vedle něj zatkli Barnese a osudu zlatého naleziště měl rozhodnout australský soud.
Náraz do stromu
Ve Francii byl nalezen vrak britského letadla a v něm mrtvola muže jménem Crayford, který podle údajů prováděl cviční noční let do Gatwicku. Jak se dostal do Francie, bylo proto velkou záhadou. Z lékařské zprávy navíc bylo zjištěno, že pilot zemřel na následky zranění zadní části lebky a Bigglesovi bylo jasné, že pilota v letu někdo zavraždil. Ačkoliv letadlo při havárii narazilo do stromu, pořád se nacházelo blízko železniční tratě a Bigglesovi tedy bylo jasné, že vrah je pořád ve Francii a že pro svoje přemístění nejspíše použil vlak. U nejbližší železniční stanice zjistili, že jeden cizinec, zřejmě Angličan, si pozdě v noci koupil lístek do Nice. Přednosta stanice muže důkladně popsal a díky tomu ho poté v Nice dopadli. Jako hlavní důkaz jim posloužili otisky prstů, které onen muž jménem George Bardello, zanechal na kniplu havarovaného letadla a navíc u něho nalezli několik svazků jednolibrových bankovek. Bardello se doznal, že po odchodu z armády, kde sloužil pod Crayfordem, se stal členem gangu zlodějů aut, avšak jednou svůj gang podvedl a zmizel s lupem z poštovního vozu. Na letišti v Holwoodu nalezl Crayforda a přemluvil ho, aby se ním mohl proletět. Při letu udeřil Crayforda do hlavy revolverem, naaranžoval havárii a vyskočil z letadla na padáku. Soud mu proto naložil přísný trest.
Muž, který chodí v noci
Po vypuštění jednoho jezera v severním Hampshiru byl na dně nalezeno tělo mladíka s padákem, avšak bez dokladů a s nákladem švýcarských hodinek. Jednalo se o Francouze a podle doktora byl po smrti teprve tři dny. Z databáze zjistili, že v tu dobu bylo v noci ve vzduchu francouzské soukromé letadlo typu Cigale, který patřil francouzskému obchodníkovi jménem Vauvin. Podle všeho Vauvin nabral svého společníka na základně v Tornay a od tamního ředitele jménem Boulenger se dozvěděli, že onem mladík se jmenoval Lucien Mallon. Vauvin hodinky pašoval ze Švýcarska a na základně v Tornay tankoval palivo a tvrdil, že letí na „ochodní“ cestu. Proto požádali Boulengera, aby jim dal vědět, až bude zase tankovat a u polí u Hampshiru, kde podle všeho měla být dodávka předána, obsadili silnici. Po dvou týdnech se telefonát ozval a ještě tu noc byli všichni účastníci tohoto pašování včetně Vauvina zatčeni. Jediný kdo vyvázl bez trestu, byl nový mladý parašutista, který místo své touhy po dobrodružství, byl obohacen o cennou zkušenost.
Pták, jehož zabily diamanty
Raymond seznámil Bigglese s podivným případem, kde byli v těle zastřeleného bažanta místo broků, nalezeny diamanty. Bývalý plukovník jménem McGill pořádal na svém panství hon na bažanty, které se chtěl účastnit jistý baron Zorrall. Ten mu z Monte Carla poslal do Anglie svoji bednu s náboji a zbraněmi, avšak on sám nikdy nedorazil. Po čase potřeboval McGill si střelit jednoho bažanta do kuchyně, a ačkoliv už neměl svoje náboje, tak použil jedny z baronových a nalezl v nich různé cenné šperky včetně diamantů. Baron nepřišel, poněvadž byl zavražděn v jednom hotelu v Londýně. Aby odchytli vraha, nechali do sportovních časopisů podat falešnou výzvu pro pana Zorralla, aby si vyzvedl své zbraně McGillova hrabství. Výzva zabrala a Biggles se tak v McGillově hrabství ocitl tváří v tvář vrahovi. Ke svému velkému překvapení se jednalo o šestnáctiletého chlapce jménem Piere Pastor, který mu ze strachu všechno pověděl. Pierova matka pracovala pro jednu hraběnku, když se náhle objevil baron Zorrall, do kterého se zamilovala. Zorrall jí však jednoho večera převezl, ukradl hraběnčiny šperky a zmizel. Piere, ale od první chvíle baronovi nevěřil, a díky tomu ho dokázal v Londýně vypátrat. Na jeho hrosbu, že zavolá policii, pokud nevrátí šperky mu Zorrall odpověděl ostrým výpadem, avšak Pierovi se podařilo popadnout nůž a bodnout ho. Po prohledání zavazadel, však šperky nenalezl, a vrátil se zpět. Poté v časopise narazil na onu výzvu a vydal se potají hledat šperky. Soud nakonec Piera osvobodil a rozhodl, že Zorralla zabil v sebeobraně.

## Postavy
- James "Biggles" Bigglesworth
- Algernon "Algy" Lacey
- Ginger Hebblethwaite
- Bertram "Bertie" Lissie
- inspektor Gaskin
- Marcel Brissac

### 1. povídka
- Eustace Bowden
- Antony Renford
- syn Ibny Usfa
- Janapoulos
- pan Corton
- státní zástupce Súdánu
- Allan Hay – zástupce letecké firmy

### 2. povídka
- Nobby Donovan
- lékárník Valesid
- Abraham Nifar a jeho žena
- řidič Ali

### 3. povídka
- Jerid Beni Menzil
- Abu Ibn Menzil
- Miktel

### 4. povídka
- Margaret Laretská

### 5. povídka
- Foster
- Dolores Containová
- Pablo
- José de Silvaro
- slečna Varrosová – uklízečka

### 6. povídka
- Anderson
- Joseph Nelson
- šaman – měl na starost otroky, kteří pracovali na plantážích
- Griggs – šéf gangu

### 7. povídka
- Keston
- plukovník Dawson
- pomocník Američana
- Caulder – Američan

8. povídka
- John Murray a Sally Dunnová
- Jack Barnes
- policejní seržant
- Farlow

### 9. povídka
- Dennis Crayford
- George Bardello
- přednosta stanice

### 10. povídka
- Claud Vauvin
- Lucien Mallon
- Louis Boulenger
- řidič vozidla – šéf celého gangu

### 11. povídka
- Colin McGill
- baron Zorrall – vl. jménem Boris Devronikov
- Piere Pastor

## Letadla
- Vickers Wellington
- British Taylorcraft Auster
- De Havilland Tiger Moth
- Percival Proctor
- Samson
- Cigale
- Owlet